# Ripley (Virginia Occidentale)
Ripley è un comune degli Stati Uniti d'America, nella contea di Jackson nello Stato della Virginia Occidentale.